# Як є
Як є (англ. as is) — юридичний термін, який вживають для відмови від деяких обов'язкових гарантій на предмет продажу. Деякі типи гарантій вимагають особливої відмови.
«Як є» означає, що продавець продає, а покупець купує предмет продажу в тому стані, в якому він знаходиться нині, і що покупець приймає його «з усіма вадами», які проявилися одразу або не одразу. Ситуація, в якій покупець повинен витрачати час на ретельне вивчення цього пункту перш ніж прийняти його, або отримати консультації експертів.
Термін  «як є»  також вживається в управлінні проєктами й у консалтингу як показник відправної точки. Метою служить термін «як повинно бути» (англ. to be).